# Hansa Power Bridge
Hansa PowerBridge var en planerad kraftledning mellan Skåne och Tyskland. En ny elförbindelse till Tyskland motiverades av stora samhällsekonomiska nyttor till följd av stärkt integration av den europeiska elmarknaden, försörjningstrygghet samt ökad robusthet.
Den består av en 307 km likströmselkabel (VSC HVDC) som ska kunna överföra 700 MW och planerades att tas i drift 2028/2029. 60 km landelkabel läggs från Hurva omformarstation utanför Lyby i Hörby kommun mot Ystad. Därefter fortsätter elförbindelsen som undervattenssjökabel 65 km på svenskt territorium och 110 km på tyska sidan. Kostnaden är beräknad till 6,5 miljarder kronor, varav 3,6 miljarder för Svenska kraftnät med tidigare planerad byggstart 2024.
Trots stora samhällsekonomiska nyttor avslutade Svenska kraftnät sin del av projektet efter att Sveriges regering 14 juni 2024 avslog bolagens ansökan om tillstånd för byggnationen. Regeringen hänvisade till betydande flaskhalsar i Tysklands elnät och att förbindelsen därmed skulle ge höga elpriser i Sverige, men påpekade att beslutet inte utgör ett förbud mot en framtida förbindelse om förutsättningarna skulle ändras. Två veckor senare, 1 juli 2024, trädde en ändring i ellagen i kraft som förtydligar att ledningar som är samhällsekonomiskt lönsamma ska tillåtas. Såväl de ökade elpriserna som den samhällsekonomiska nyttan i Sverige har bekräftats i en tysk forskningsstudie.